# Ampedus armeniacus
Ampedus armeniacus là một loài bọ cánh cứng trong họ Elateridae. Loài này được Dolin & Agajev miêu tả khoa học năm 1993.